# 정지용 (축구 선수)
정지용(1998년 12월 15일 ~ )는 대한민국의 축구 선수로, 포지션은 공격수다. 현재 전남 드래곤즈 소속이다.